# 自治型社会
自治型社会（じちがたしゃかい）とは、地域社会の課題を、自治体・NPOと協動しながら住民コミュニティ自身が主体的に問題解決にあたる社会。行政（ガバメント）の限界から、民間・市民の力を借りる・協働「Co-operation」への流れ。課題点やその対策に関しては、当事者や類似の課題を持つ者同士の方が、柔軟で繊細な対応が出来るという発想が根底にある。

## 背景（地方分権）
地方政府の存立を保証した憲法に則り、「地方自治の本旨」を具体化しようとする動き。
特に日本においては、「国から地方へ」「官制から民間へ」「官僚から政治へ」の公共・政府部門の推進という、行政改革の流れにおける、地方自治体が担う公共の役割分担の流れの中で、中央省庁・都道府県・市町村の権限の再整理を行おうとする動きとして、地方分権が行われている。
1995年、阪神・淡路大震災・地下鉄サリン事件を体験し、地方自治体が独力で地域社会での公共的課題を解決できない事態に直面し、問題が露呈し、その解決のために地方自治体への権限整理の議論が盛り上がったことに端を発する。

## 分権改革

### 第一次分権改革
1995-2001/4
眉毛の村山内閣1995年「地方分権推進法」制定。第一次分権で「機関委任事務」の廃止。政策の立案は中央が行い、自治体は実施期間として「国の下請け」として振る舞うという時代は終わり、475本の法律を束ねて「地方分権一括法」を提出。以降、分権は「権限委譲」から「権限移譲」に変化し、国と自治体の関係が上下関係という時代が終わった。
- 1995年5月　地方分権推進法
- 1999年7月　地方分権一括法成立
- 2000年4月　地方分権一括法施行

### 第二次地方分権改革
2009~2010年「新地方分権一括法」提出へ向けて動き。分権改革推進委員会では６つの課題が挙げられている。
- 2006年12月　地方分権改革推進法成立
- 2007年4月　地方分権改革推進委員会発足
- 2007年11月　地方分権改革推進委員会　中間的な取りまとめ 発表
- 2010年　新地方分権一括法 成立予定

ポイント
- 三位一体改革（財務省VS総務省）
- 財源移譲
- 合併推進→道州制の検討

## 残された地方分権の論点
- 「地方政府」の確立のための権限移譲
- 完全自治体の実現（自治行政権、自治立法権、自治財政権の確立）
- 国の政策実施にあたり、執行方法などの柔軟実行
- 条例制定権の拡大
- 1000市町村まで合併推進（現在1795市町村）
- 基礎自治体最優先
- 道州制

### 自治型社会
地方自治体におけるローカルガバナンス、自治型社会という議論がある。地域社会での公共的課題を、民間・市民と協働して課題解決にあたる体制を実現するため、地域社会の課題解決に必要な権限を、地方自治体に対し移譲しようとする動き。自治型社会の実現のためには、問題解決に必要となる権限を移譲するだけではなく、自治体・住民・NPOで協動ネットワークを構築し、中央政府も必要なサポートを行うことが理想だが、実際には政策課題の解決とは関係なく単に「中央官庁からの移せそうな権限を地方自治体に移譲する」という程度にとどまっている。